# Раднаев, Шираб-Жамсо Цырендондокович
Шира́б-Жамсо́ Цырендондо́кович Радна́ев (бур.  Раднаев Сэрэндондогой Шираб-Жамса; род. 18 сентября 1958) — заслуженный художник Бурятии, член Союза художников России (1996).

## Биография
Шираб-Жамсо Раднаев родился в 1958 году в селе Гонда Еравнинского района Бурятии. В 1981 году окончил Бурятское республиканское педагогическое училище в Улан-Удэ, художественно-графическое отделение (учился у В. И. Жидяева). В 1988 году окончил Красноярский государственный художественный институт (учился у А. А. Клюева). В 1991—1994 годах стажировался в Российской академии художеств, отделение Урал, Сибирь, Дальний Восток (Красноярск, мастерская академика А. П. Левитина).
С 1990 года — участник республиканских, российских, зарубежных выставок. С 1996 — член Союза художников России. В 1999 году Раднаев был удостоен премии имени Ц. С. Сампилова. Произведения находятся в Художественном музее им. Ц. С. Сампилова (Улан-Удэ), в галерее «Ханхалаев» (Москва), в частных коллекциях России и за рубежом.

## Известные работы
- Праздник снега
- Письмо
- Мир Даримы
- Гулливер
- Битва
- Из детства